# Јармаут Порт (Масачусетс)
Јармаут Порт (енгл. Yarmouth Port) насељено је место без административног статуса у америчкој савезној држави Масачусетс.

## Демографија
По попису из 2010. године број становника је 5.320, што је 75 (-1,4%) становника мање него 2000. године.
| Група             | 2000.         | 2010.         |
| Белци             | 5.282 (97,9%) | 5.106 (96,0%) |
| Афроамериканци    | 14 (0,3%)     | 28 (0,5%)     |
| Азијати           | 17 (0,3%)     | 43 (0,8%)     |
| Хиспаноамериканци | 38 (0,7%)     | 62 (1,2%)     |
| Укупно            | 5.395         | 5.320         |